# Gregor Perušek
Gregor Perušek (tudi Harvey Gregory Prusheck), slovensko-ameriški slikar, * 11. marec 1887, Jelovec, Sodražica, † 7. junij 1940, Cleveland, ZDA.
Perušek je bil slikar samouk.  V ZDA se je preselil leta 1906 in delal v železarni, nato pa štiri leta barval avtomobile. Začel je v naturalističnem slogu in se učil ob opazovanju narave. Pozneje je uveljavil svoj slog na podlagi simbolizma, ekspresionizma in kubizma. Med letoma 1916 in 1930 je naslikal okoli 800 slik, predvsem v olju in akvarelu, nekaj pa tudi v lesorezni grafiki. Slikal je tako krajine, kot tudi tihožitja in portrete, tudi avtoportrete. 